# Enno Budde
Enno Johann Martin Budde (* 31. Oktober 1901 in Hamburg; † 15. April 1979 in Neuhaus im Solling) war ein deutscher Jurist und Richter.

## Leben und Wirken
Enno Budde war der Sohn eines Pastors aus Hamburg. Er besuchte das Matthias-Claudius-Gymnasium, das er mit dem Abitur verließ. Anschließend studierte er Volkswirtschaftslehre an der Universität Erlangen und der Universität Hamburg. Dort bestand er 1925 die erste juristische Staatsprüfung. Auf die Promotion 1927 folgte dort 1929 die zweite juristische Staatsprüfung. Ab 1930 leitete Budde die Geschäfte der Handwerkskammer Neuhaus (Oste). 1933 erhielt er eine Beamtenstelle als Assessor in Hamburg. 1934 wurde er dort zum Richter, drei Jahre später zum Landesgerichtsrat ernannt.
Während der Weimarer Republik trat Budde politisch in Erscheinung: 1927 verfasste er einen Zeitungsartikel, in dem er die preußischen Landesfarben als „fremden Unrat“ darstellte. Hierfür musste er eine Geldstrafe aufgrund eines Verstoßes gegen das Republikschutzgesetz zahlen. Als Mitglied der Deutsch-Hannoverschen Partei trat er mehrfach bei Bürgerschafts- und Reichstagswahlen an, ohne Sitze gewinnen zu können. Zum 1. März 1933 trat er in die NSDAP ein (Mitgliedsnummer 1.575.939), unterstützte die Parteipolitik und schrieb während der Zeit des Nationalsozialismus rassistische Artikel.
Nach Ende des Zweiten Weltkriegs durchlief er trotzdem erfolgreich ein Entnazifizierungsverfahren und übernahm 1947 die Stelle des Landesgerichtsdirektors.
1959 verzichtete Budde als Vorsitzender Richter der Großen Strafkammer I darauf, ein Verfahren gegen Friedrich Nieland (1896–1973), der antisemitische Schriften verbreitet hatte, einzuleiten. Dieser „Fall Nieland“ führte zu einem der größten Justizskandale Deutschlands. Budde wurde aus diesem Grund an die 16. Zivilkammer versetzt und hatte fortan Mietangelegenheiten zu bearbeiten. Außerdem war Buddes Entscheidung mitverantwortlich für eine Gesetzesänderung zur Volksverhetzung, die 1960 in Kraft trat. Enno Budde ging 1969 in Pension.

## Schriften
- Der Hannoversche Klosterfond. Aus Vergangenheit und Gegenwart, in: Alt-Hannoverscher Volkskalender, 91. Jahrgang (1963), S. 42–44